# أوران ميلو روبرتس
وهو سياسي أمريكي ينتمي إلى الحزب الديموقراطي ولد أوران ميلو روبرتس في 9 تموز - يوليو من سنة 1815 في مقاطعة لورنس بولاية كارولينا الجنوبية درس روبرتس في جامعة ألاباما وتخرج منها في سنة 1836 شغل أوران ميلو روبرتس منصب حاكم على ولاية تكساس الأمريكية ما بين عامي 1879 إلى عام 1883 توفي أوران ميلو روبرتس في 19 أيار - مايو من سنة 1898.